# Strongyloididae
Strongyloididae is een familie van parasitaire rondwormen waaruit Strongyloides stercoralis (draadworm) de bekendste soort is. Deze soort veroorzaakt de infectieziekte strongyloïdiasis.
Deze familie moet niet verward worden met de familie strongylidae (bloedwormen) uit de orde strongylida.

## Taxonomische indeling
Familie Strongyloididae
- Geslacht Parastrongyloides
  - Parastrongyloides trichosuri
- Geslacht Strongyloides
  - Strongyloides akbari
  - Strongyloides callosciureus
  - Strongyloides cebus
  - Strongyloides fuelleborni
  - Strongyloides mirzai
  - Strongyloides myopotami
  - Strongyloides ophidiae
  - Strongyloides papillosus
  - Strongyloides planiceps
  - Strongyloides procyonis
  - Strongyloides ransomi
  - Strongyloides ratti
  - Strongyloides robustus
  - Strongyloides stercoralis
  - Strongyloides suis
  - Strongyloides venezuelensis
  - Strongyloides vituli
  - Strongyloides westeri